# Вилттащи
Вилттащи — упразднённое село в Лакском районе Дагестана. На момент упразднения входило в состав Кумухского сельсовета. Упразднено в 1971 году.

## Географическое положение
Село располагалось на правом берегу реки Хутралнехт (приток реки Нуцукунарат), в 2 км к западу от села Кумух.

## История
По данным на 1926 год село Вильтах состояло из 50 хозяйств, в административном отношении входило в состав Кумухского сельсовета Лакского района. По данным на 1939 год село входило в состав Кумухского сельсовета. Село являлось отделением колхоза имени С.Габиева. Указом Президиума Верховного Совета ДАССР от 27.10.1971 года населённый пункт исключен из учёта в связи с переселением.

## Население
| Год       | 1895 | 1908 | 1926 | 1939 | 1970 |
| --------- | ---- | ---- | ---- | ---- | ---- |
| Население | 234  | 270  | 166  | 200  | 21   |

По переписи 1926 года, 100 % населения составляли лакцы.